# باشگاه فوتبال اتون مانور
باشگاه فوتبال اتون مانور (به انگلیسی: Eton Manor Football Club) یک باشگاه فوتبال در شهر والتهام ابی، کشور انگلستان است که در سال ۱۹۰۱ میلادی تأسیس شده‌است.